# پروتکل دسترسی از راه دور به دسکتاپ

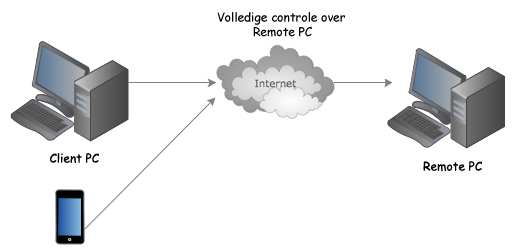
پروتکل دسترسی از راه دور به صفحه اصلی

پروتکل دسترسی از راه دور به صفحه اصلی (RDP)، یک پروتکل اختصاصی توسعه یافته توسط مایکروسافت است که کاربر را قادر می‌سازد تا با یک رابط گرافیکی به یک کامپیوتر دیگر که در مکانی دیگر قرار گرفته‌است متصل شود. نرم‌افزارهای مورد استفاده برای این کار توسط کاربر، RDP client نام دارد. استفاده از این برنامه‌ها برای اتصال به کامپیوتر دیگر منوط به این است که هر دو طرف سرویس مورد نظر را بر روی سیستم خود نصب و فعال نمایند. نسخه ویندوز ۱۰ کارای‌های بیشتری در این حوزه ویندوز خواهد کرد.
این برنامه‌ها برای اکثر نسخه‌های ویندوز (از جمله ویندوز موبایل)، و دیگر سیستم عاملها از جمله لینوکس، یونیکس، مک‌اواس ,آی‌اواس, اندروید موجود است. سرور RDP به صورت پیش فرض بر روی ویندوز، یونیکس و OS X نصب شده‌است و به صورت پیش فرض بر روی TCP پورت ۳۳۸۹ و UDP پورت ۳۳۸۹ آماده دریافت دستور یا Listening هستند.
مایکروسافت در حال حاضر به این خدمات ارائه شده خود «اتصال از راه دور به صفحه اصلی» اطلاق می‌کند که بیشتر به آن «سرویس ترمینال» گفته می‌شد.
این پروتکل نوع توسعه یافته پروتکل ITU-T T. 128 می‌باشد که پروتکل به اشتراک گذاری نرم‌افزاری نام داشت.

## تاریخچه
تمامی نسخه‌های ویندوز از ویندوز XP به بعد به صورت پیش‌فرض دارای نسخه‌ای نصب شده از سرویس دسترسی از راه دور به دسکتاپ (RDC) (ترمینال «خدمات») کلاینت (mstsc.exe) می‌باشد. نسخه ترمینال این سرویس به عنوان یک ویژگی رسمی در ویندوز NT 4.0, ویندوز ۲۰۰۰ سرور، تمامی نسخه‌های ویندوز ایکس پی به جز ویندوز ایکس پی نسخه خانگی، ویندوز سرور ۲۰۰۳, ویندوز ویستا، ویندوز سرور ۲۰۰۸, ویندوز سرور 2008 R2 و ویندوز ۷ حرفه‌ای و بالاتر پشتیبانی می‌شود.